# Robbie France
Robbie France (5. prosince 1959, Sheffield, Spojené království – 14. ledna 2012, Mazarrón, Španělsko) byl britský rockový bubeník, hudební producent, novinář a spisovatel.
V letech 1983–1984 hrál se skupinou Diamond Head, v letech 1984–1985 byl členem skupiny UFO. Později byl také členem skupiny Skunk Anansie. V roce 2011 vydal knihu s názvem Six Degrees South. Zemřel v lednu 2012 ve věku 52 let.